# Barddhaman (distrikt)
Barddhamān är ett distrikt i Indien. Det är beläget i delstaten Västbengalen, i den östra delen av landet, 1 200 km sydost om huvudstaden New Delhi. Antalet invånare är 7 717 563.
Följande samhällen finns i Barddhamān:
- Durgapur
- Asansol
- Kulti
- Barddhamān
- Jāmuria
- Rānīganj
- Kātoya
- Rupnārāyanpur
- Kālna
- Chittaranjan
- Memāri
- Guskhara
- Andāl
- Bahula
- Uchalon
- Pātuli

Savannklimat råder i trakten. Årsmedeltemperaturen i trakten är 24 °C. Den varmaste månaden är april, då medeltemperaturen är 28 °C, och den kallaste är januari, med 18 °C. Genomsnittlig årsnederbörd är 1 648 millimeter. Den regnigaste månaden är augusti, med i genomsnitt 363 mm nederbörd, och den torraste är december, med 7 mm nederbörd.